# Otematata (Neuseeland)
Otematata ist eine kleine Siedlung im Waitaki District der Region Otago auf der Südinsel von Neuseeland.

## Namensherkunft
Der Māori-Name der Siedlung soll übersetzt soviel wir „Ort eines guten Flintsteins“ bedeuten.

## Geographie
Die 186 Einwohner zählende Siedlung befindet sich 4 km südlich der Staumauer des Lake Benmore am Arm des Stausees Lake Aviemore. Als nächstgrößere Städte liegen 80 km südöstlich an der Küste zum Pazifischen Ozean Oamaru und rund 85 km nordöstlich Timaru. Östlich der Siedlung fließt der Otematata River in den Stausee Lake Aviemore. Zu erreichen ist der Ort über den New Zealand State Highway 83, der nordöstlich von Oamaru vom New Zealand State Highway 1 nach Nordwesten abzweigt und nach knapp 70 km durch den Ort führt und nordwestlich bei Omarama Anschluss an den New Zealand State Highway 8 erfährt.
Administrativ zählt der Ort zum Waitaki District und wird dort von einem Councillor (Ratsmitglied) des Ahuriri Ward vertreten.

## Geschichte
Als die vorbereitende Planung und Vermessungen für das Staudammprojekt Lake Benmore im Jahr 1956 begannen, kamen mit den Planern im Jahr 1957 die ersten Familien und siedelten im Sugar Loaf Creek, nördlich des späteren Staudamms. Noch im selben Jahr gab das damalige Ministry of Works bekannt am Otematata River ein Camp für die Bauarbeiter der beiden Staudammprojekte Lake Benmore und Lake Aviemore zu errichten.
Die Häuser und Hütten, die innerhalb von zwei Jahren errichtet wurden, kamen von dem Staudammprojekt des Lake Roxburgh, das im Jahr 1956 fertig gestellt wurde. Insgesamt wurden 437 Häuser und rund 400 Hütten nach Otematata transportiert und dort mit Kränen auf Betonpfeiler gesetzt.
Über die Population des Ortes zu seinen Spitzenzeiten gibt es unterschiedliche Aussagen. Während der Energieerzeuger Meridian Energy in seinem Prospekt Discover the Waitaki Hydro Scheme aus dem Jahr 2008 über 4000 Einwohner im Jahr 1963 angibt, weist die Studie Otematata: A Study of a Rural Hydro/Holiday Home Village aus dem Jahr 2015, die sich auf eine Quelle aus dem Jahr 2005 des gleichen Energieerzeugers bezieht, eine Steigerung der Population von 1958 beginnend von 166 Einwohnern, über 2134 Einwohner im Jahr 1960 bis auf 4166 Einwohner im Jahr 1964 aus. In einer Thesis zum Thema 50 Years of Construction Camps and Single Purpose Towns in the South hingegen verweist die Autorin Kinsella auf eine Population von rund 5000 Einwohnern zum Ende des Jahres 1965. Nachdem im Jahr 1968 auch der Staudamm des Lake Aviemore fertig gestellt werden konnte, sank die Einwohnerzahl rapide auf zunächst rund 2400 Einwohner, dann auf 1410 Einwohner im Jahr 1971 und 692 Einwohner im Jahr 1976 auf letztlich 186 Einwohner, ermittelt zum letzten ausgewerteten Zensus im Jahr 2013.
Mit der Fertigstellung der Staudämme und dem Wegzug der Bauarbeiter, änderte sich die Nutzung der Siedlung. Viele verkauften ihre Häuser an Erholungsuchende, die die beiden Stauseen zum Wassersport, zum Angeln und zur Erholung nutzten.
Stand 2014 sollen sich zu Urlaubszeiten über Weihnachten und das neue Jahr über 5000 Erholungssuchende in dem kleinen Ort aufhalten.